# The Clerks' Group
The Clerks' Group es un grupo inglés especializado en música de comienzos del Renacimiento. Fue fundado por su director Edward Wickham e hicieron su debut en Londres, en 1992.
Son conocidos sobre todo por sus interpretaciones del repertorio francoflamenco, y han grabado toda la obra sacra del compositor Johannes Ockeghem.

## Discografía
La discografía que viene a continuación se ordena según la fecha de lanzamiento de los discos. La referencia incluida es siempre la de la última reedición en CD:
- 1993 - Ockeghem: Misa[2] Ecce Ancilla.[3] ASV/Gaudeamus[1] CD GAU 223.
- 1994 - Ockeghem: Missa Mi-Mi. Salve Regina.[4] Alma redemptoris mater.[5] ASV/Gaudeamus CD GAU 139.
- 1995 - Ockeghem: Missa Prolationum.[6] ASV/Gaudeamus CD GAU 143.
- 1996 - Ockeghem: Missa De plus en plus. ASV/Gaudeamus CD GAU 153.
- 1997 - Ockeghem: Requiem[7] & Missa Fors seulement. ASV/Gaudeamus CD GAU 168.
- 1997 - Obrecht: Missa Malheur me bat. ASV/Gaudeamus CD GAU 171.
- 1998 - Tinctoris: Missa L'homme armé[8] / Missa Sine nomine. Cypres[9] "Musique en Wallonie"[10] CYP 3608.
- 1998 - Ockeghem: Missa Caput & Missa Ma maistresse. ASV/Gaudeamus CD GAU 186.
- 1999 - Ockeghem: Missa Cuiusvis toni - Missa Quinti toni & Celeste benificium. ASV/Gaudeamus CD GAU 189.
- 1999 - Machaut: Motets. Music from the Ivrea Codex. Signum CD011.
- 1999 - Brussels 5557: Missa Flos regalis - Walter Frye[11] / Missa Sine nomine - John Plummer.[12] Signum[13] CD015.
- 1999 - Barbireau:[14] Missa Virgo parens Christi.[15] Sacred music by Obrecht, Pipelare, Pullois.[16] ASV/Gaudeamus CD GAU 188.
- 2000 - Ockeghem: Missa L'homme armé. Missa Sine Nomine. ASV/Gaudeamus CD GAU 204.
- 2000 - Ockeghem: Missa Au travail suisquot. Missa quot. Sine Nominequot. ASV/Gaudeamus CD GAU 215.
- 2000 - The Josquin Companion.[17] Es un CD publicado junto con un libro. Oxford University Press ISBN 0-19-816335-5.
- 2001 - Josquin: Missa Fortuna Desperata[18] and songs. Motets[19] by Isaac,[20] Senfl,[21] Greiter.[22] ASV/Gaudeamus CD GAU 220.
- 2002 - Josquin: Missa Faisant regretz.[23] ASV/Gaudeamus CD GAU 302.
- 2002 - Dufay: Sacred music[24] from Bologna[25] Q15. Signum CD023.
- 2002 - Josquin: Missa Malheur me bat. Motets & Chansons.[26] ASV/Gaudeamus CD GAU 306.
- 2003 - La Rue: Missa de Sancta Cruce. Quadris:[27] Lamentations.[28] ASV/Gaudeamus CD GAU 307.
- 2003 - Obrecht: Missa sub tuum praesidium. ASV/Gaudeamus CD GAU 341.
- 2005 - Pierre de La Rue. Antoine Brumel. Requiem.[7] Sanctuary/Gaudeamus CD GAU 352.
- 2007 - In Memoria.[29] Medieval Songs of Remembrance. Sanctuary/Gaudeamus CD GAU 362.

Recopilaciones:
- 2006 - The Essential Ockeghem. Sublime Renaissance Choral Music.[30] Sanctuary/Gaudeamus CD GAU 357.
- 2006 - The Ockeghem Collection. Sanctuary/Gaudeamus CD GAX 550 (5 CD). . Es una caja de 5 discos que agrupa todas las grabaciones del grupo sobre Ockeghem.
- 2007 - The Essential Josquin Des Prez. Sanctuary/Gaudeamus CD GAM 361.